# 藏香叶芹属
藏香叶芹属（学名：Meeboldia）是伞形科下的一个属。该属仅有一种，分布于喜马拉雅西北部。